# 江口乡 (通道县)
江口乡，是中华人民共和国湖南省怀化市通道侗族自治县下辖的一个乡镇级行政单位。

## 行政区划
江口乡下辖以下地区：
包里村、地宅村、大团村、道塘村、西团村、江口村、西流村、地黄村、沙团村、古冲村、上水涌村、下水涌村和牛梗村。